# Mesoraphidia gobiensis
Mesoraphidia gobiensis là một loài côn trùng trong họ Mesoraphidiidae thuộc bộ Raphidioptera. Loài này được Ponomarenko miêu tả năm 1988.